# Liepmann Fränckel
Liepmann Fränckel även benämnd Frænckel och Frænkel, född 26 april 1772 i Parchim, Mecklenburg, död 26 mars 1857 i Köpenhamn, var en tysk miniatyrmålare.   
Han var son till köpmannen Moses Isaac och Gelche Zadoc och från 1808 gift med Mariane Rosbach. Enligt Fränckels far visade han tidigt konstnärliga anlag, men denne önskade att han skulle lära sig handelsyrket. Han sändes 1792 till släktingar i Köpenhamn för att förkovra sig som handelsman. Väl i Köpenhamn kom han i lära hos en gravör och senare deltog han i undervisningen vid den danska konstakademien samt studerade porträttmåleri för Johannes Ludvig Camrad. Han reste till Sverige 1802 och var då huvudsakligen verksam i de södra landskapen fram till 1805 eller 1806, då han återvände till Danmark. Han fick på kort tid ett namn som en framstående porträttör och medverkade med en mängd arbeten i den danska konstakademiens utställningar. Han blev utnämnd till hovminiatyrmålare av Fredrik VI och Kristian VIII. I början av 1820-talet minskade antalet beställningar på grund av att miniatyrmåleriet inte var så populärt längre. År 1826 etablerade han en tapetfabrik efter att han förlorat den förmögenhet han samlat på sig som miniatyrmålare och porträttör. Han fortsatte att måla porträtt till strax före sin död och han utnämndes till hovtapetfabrikör 1841.
Han var representerad vid en utställning av miniatyrer hos Ole Haslund 1910 och i Stockholm vid en utställning av äldre mästare på Bukowskis konsthandel 1915. Fränckel är representerad vid Nationalmuseum, Göteborgs konstmuseum, Nordiska museet, Statens Museum for Kunst  och vid Lunds universitet.